# Galerina nothofaginea
Galerina nothofaginea är en svampart som beskrevs av E. Horak 1988. Galerina nothofaginea ingår i släktet Galerina och familjen Strophariaceae.   Inga underarter finns listade i Catalogue of Life.